# مدرسة لوهلين البهائية
مدرسة لوهلين البهائية هي واحدة من ثلاث مؤسسات بارزة مملوكة من قبل المحفل الروحاني الوطني للبهائيين في الولايات المتحدة. المؤسستان الأخريان هما مدرسة غرين أكر البهائية ومدرسة بوش البهائية.
تقع مدرسة لوهلين بالقرب من دافيسون، ميشيغان.
تم شراء أرض المدرسة لأغراض بهائية عام 1930 من قبل الزوجين الجديدين لو وهيلين إيغليستون، وقد استضافا نزهة في نفس العام. أُقيمت أول دورة دراسية في المدرسة عام 1931، وأُديرت عبر لجنة من المجتمع الوطني خلال ثلاثينيات وأربعينيات القرن العشرين. من الابتكارات في تلك الفترة إضافة جلسات مخصصة للشباب والناشئة، وجلسات مختبرية تطبيقية. وفي الوقت ذاته، تم تطوير البيئة المادية للموقع.
في عام 1947، تبرع الزوجان إيغليستون بأرض المدرسة التي كانت تُقدر قيمتها بأكثر من 50,000 دولار، كما اشترى المحفل الروحاني الوطني للولايات المتحدة منزل الإقامة المجاور والذي كان جزءًا عضويًا من المدرسة. ومن ثم، تولت لجنتان ومديرون مقيمون مسؤولية إدارة الموقع، مع استمرار علاقة عائلة إيغليستون بالمدرسة حتى أوائل خمسينيات القرن الماضي. تُوفي لو عام 1953، بينما ساعدت ابنتهما المدرسة في عام 1955.
لكن في عامي 1949 و1950، أُغلقت المدرسة، كما أُغلقت جميع المدارس البهائية، للحفاظ على الموارد المالية لاستكمال بيت العبادة البهائي في ويلميت، وتكريس الجهود لنشر الدين في أمريكا اللاتينية.
استُؤنفت الأنشطة واستمرت خلال ستينيات القرن العشرين وحتى أوائل السبعينيات. لكن في عام 1974، تم إغلاق المدرسة بسبب مخاوف تتعلق بالسلامة. وقد تم استثمار مبلغ 1.8 مليون دولار، ووضعت خطط وأُجريت مشاريع إنشائية بين عامي 1980 و1982. أُعيد افتتاح المدرسة بعد ترميم بعض المباني واستبدال البعض الآخر، وأصبحت مهمتها مُعلنة بوضوح كمركز دراسي ومؤتمرات سكني.
تم التطرق إلى العديد من المواضيع على مر فترات المدرسة. من بينها وحدة الأعراق، والتي كانت محورًا أساسيًا منذ عام 1932، عندما ألقت ماي غيفت محاضرات أدت إلى تجميع كتاب تم إعادة طباعته عدة مرات. استقبلت المدرسة أزواجًا من أعراق مختلفة، وأفرادًا من أعراق متنوعة، كما نُفذت مبادرة لدعم طلاب أمريكيين من أصول أفريقية في مدارس متكاملة في غرينفيل، ساوث كارولاينا عام 1964، وفي عام 1986 أُطلقت مبادرة لفهم العنصرية ضمن برامج التنمية الاجتماعية والاقتصادية.
كما تطورت كتب من بعض المحاضرات التي قُدمت في المدرسة، من بينها أعمال ستانوود كوب، وكتاب فن العيش الإلهي الذي نشأ من سلسلة عروض. كذلك، دُرست مواضيع إسلامية ومسيحية في المراحل الأولى.
في وقت لاحق، دعمت المدرسة برنامجًا دراسيًا سكنيًا لطلبة الجامعات المحليين. كما اجتمع باحثو الديانة البهائية سنويًا في المدرسة ضمن إطار رابطة الدراسات البهائية واللقاءات العرفانية، واستضافت فنانين مثل آندي غرامر وكيفن لوك.
كذلك، دعمت المدرسة برنامجًا تعليميًا للجدّات والأحفاد حول التاريخ الثقافي للسكان الأصليين. وقد نُشرت بعض مشاريع الناشئة على يوتيوب.

## التاريخ المبكر

### ما قبل التاريخ
تم تطوير منطقة مقاطعة جينيسي من قبل الأمريكيين من أصول أوروبية بعد إنشاء إقليم إنديانا وحلّه لاحقًا. ثم مرت المنطقة بتحولات من كونها إقليمًا إلى أن أصبحت ولاية. أسس فريمان سويرز مزرعة بالقرب من دافيسون، ميشيغان في أواخر القرن التاسع عشر، وباعها لاحقًا إلى دي. بي. هول. وفي عام 1924، استثمر سويرز في مشروع تطويري في فلوريدا.
وفي الفترة التي تزامنت مع الكساد الكبير في الولايات المتحدة، كانت المزرعة في حالة سيئة، فاشتراها لو (لويس دبليو.) وهيلين إيغليستون. وُلد لو حوالي عام 1873، وعمل في مجال التدفئة، ثم، وفي حوالي سن الخمسين، تزوج من هيلين واشترى المزرعة التي كانت تبلغ حينها حوالي 268 فدانًا. كانت هيلين ابنة إي. دي. وويتني وزوجته، من لانسنغ، ميشيغان.

#### 1930
أرسلت هيلين، التي كانت لا تزال تُعرف باسمها قبل الزواج "ويتني"، رسالة إلى أخبار البهائيين، وهي دورية شهرية مبكرة للديانة البهائية، نُشرت في أكتوبر 1930، تُعلن فيها نيتها في إنشاء مزرعة ألبان "لتعمل قدر الإمكان وفق المبادئ البهائية". وبالرغم من تزايد صعوبات الكساد الكبير في ذلك العام، أُقيمت نُزهة، وكانت واحدة من نزهتين غير رسميتين نظمها البهائيون في ميشيغان خلال ذلك العام.
كان اسم "لوهيلن"، وهو اختصار لأسمائهما الأولى، يُستخدم في الأصل ضمن تسمية "مزرعة لوهيلن". كما أن "لوهيلن" كان اسم ابنتهما، وكان لهما أيضًا ابن يُدعى لويس الابن، وكلاهما وُلدا لاحقًا.

### مدرسة البهائيين في الولايات الوسطى في ثلاثينيات القرن العشرين

#### 1931
نشرت طبعة يوليو 1931 من أخبار البهائيين إعلان برنامج *مدرسة البهائيين الصيفية في الولايات الوسطى*، وهو أول اسم للمدرسة، والتي عُقدت بين 1–9 أغسطس، مع توفير الإقامة ووجبتين يوميًا مقابل 10–12 دولارًا للأسبوع، وأُشير إلى أن المراسلات تُرسل إلى هيلين ويتني إيغلستون على عنوان في ديترويت. شملت الهيئة التدريسية هارلان وغريس أوبر، اللذين كانا نشطين في الديانة لسنوات طويلة في منطقة بوسطن ومدرسة غرين أكر البهائية، ومابل وهوارد آيفز، ودوروثي بيكر، وفاني كنوبلوخ، وماي هارفي غيفت. كانت ماري كوليسون والآنسة مكاي من طاقم الدعم. وقد خطط الأوبرز والآيفز للمدرسة كلجنة.
حضر الجلسات كاملةً 35 بهائيًا وأصدقاء من ست ولايات، كما حضر نحو 50 آخرين، معظمهم من ديترويت وفلينت، كطلاب يوميين لحصة أو أكثر. حضرت عائلة بيكر بأكملها. أُقيمت الجلسات ذلك العام في منطقة مشجرة تنحدر إلى مجرى مائي صافٍ، إما في نزل على التل أو في مسرح مفتوح قريب. حضر نحو 20 شخصًا في اليوم الأول، ووصل العدد الإجمالي للحضور ممن شاركوا في يوم واحد على الأقل إلى حوالي 90 شخصًا.
كرّس آل إيغلستون جهودهما لتطوير مرافق المدرسة، فقُسم حظيرة صغيرة إلى غرف خاصة لتُصبح نزلًا من نوع بولمان، توفر غرفًا طويلة وضيقة، وأُضيف رواق طعام إلى المنزل الرئيسي لتحسين خدمة الوجبات. خُصصت 80 فدانًا من مزرعة إيغلستون لاستخدام المدرسة. وسُمي وادٍ باسم *حديقة الرضوان*. وقد غطت التفاصيل في المجلات الأساسية للديانة آنذاك - أخبار البهائيين، ونجمة الغرب، أقدم مجلة بهائية واسعة النطاق في الولايات المتحدة، في ديسمبر 1931.
شملت مواضيع الجلسات الاقتصاد، ومشكلة الطمع وكيفية معالجتها، وكذلك مناهج عملية وملهمة للتمسك بالثقة. كما عُقدت دروس يومية في فن الخطابة، ودراسة أحاديث عبد البهاء، وهو شخصية بارزة في الدين، ودروس للأطفال، ومواضيع دولية. وتضمنت الأنشطة الترفيهية بعد الظهر السباحة وركوب الخيل. وذكرت كاتبة مقال *نجمة الغرب* وجود كوخ خشبي يطل على الوادي. وقد حضرت برثا هايد كيركباتريك، وهي بهائية منذ عام 1927 على الأقل، هذه الدورة الأولى واستمرت في خدمة المدرسة لفترة طويلة.
وبالإشارة إلى الحاجة لمركز نشاط بين الساحلين، وإلى التقدم الذي حققه آل إيغلستون، فقد ذُكر عدد الحضور بـ 35 مشاركًا دائمًا و90 مشاركًا على الأقل جزئيًا. كما نُقل عن شوقي أفندي، رئيس الديانة آنذاك، قوله: "إن تحقيق هذا النجاح في العام الأول على هذا النحو يتجاوز بالتأكيد ما كنا نتوقعه."

#### 1932
في عام 1932، أصبحت المدرسة الصيفية مؤسسة بهائية معترفًا بها. وتم تعيين لجنة من قبل المحفل الروحاني الوطني للبهائيين في الولايات المتحدة، مكوّنة من لو إيغليستون، ودوروثي بيكر، وبرثا هايد كيركباتريك. تم نشر المواضيع والأساتذة مسبقًا. وقد تم تحديد تكلفة المشاركة ما بين 9 إلى 12 دولارًا مقابل الإقامة مع وجبتين يوميًا لمدة تسعة أيام، مع اقتراح تناول العشاء في مدينة دافيسون المجاورة. بالإضافة إلى الفترة الأساسية للمدرسة من 31 يوليو إلى 9 أغسطس، نُظّمت فعاليات واجتماعات خارج الجلسات الرسمية. عُقد مؤتمر مشترك بين المجتمعات في 31 يوليو.
شملت قائمة الأساتذة والمواضيع الأسقف براون (الإدارة البهائية)، والسيدة براون (مخطط لدراسة كتاب مطالع الأنوار),، وبيرل إيستربروك (الصلاة والتأمل)، وألبرت فايل (دراسة The Dawn-Breakers), ودوروثي بيكر (التي أشرفت على اجتماع شبابي شارك فيه حوالي 18 إلى 20 شابًا، وقدمت عروضًا إضافية متعددة من قبل أساتذة آخرين)، وروث موفيت (حول المعبد الذي كان قيد الإنشاء، والاستنارة الروحية)، وماي هارفي غيفت (عمل الوئام – في عام 1935 شاركت غيفت في إعداد أول مجموعة من المراجع البهائية حول قضايا العرق، والتي أصبحت أكثر تداولًا في عام 1942، وتمت مراجعتها ونشرها بشكل موسع في عام 1943، وأعيد نشرها في عام 1956، وكان يمتلكها القس مارتن لوثر كينغ الابن)، إليزابيث غرينليف، رئيسة اللجنة الوطنية الجديدة للشباب (في موضوع الاستشارة الشبابية)، بالإضافة إلى بعض الشباب.
عدد من أعضاء الهيئة التدريسية – مثل فايل، وغيفت، وإيستربروك – كانوا من قادة المجتمعات البهائية في إلينوي، خاصة في أوربانا وبيوريا، رغم أن فايل كان له شهرة وطنية وتخلى عن مسار واعد كقسيس في الكنيسة الموحدية، وكذلك إيستربروك التي تخلت عن موقعها في حركة "الفكر الجديد". كما حضرت بنات ياكوب كونز، إضافة إلى عائلة بيكر.
نظم القس المحلي ج. م. بنغيلي اجتماعًا، بعد أن كان قد تأثر بلقاء عام 1931 حيث حضر دروس هارلان أوبر. كما دعا بنغيلي روث موفيت لإلقاء خطاب أمام جماعته الكنسية.
بلغ متوسط الحضور خلال المدرسة حوالي 60 شخصًا (ضعف العام السابق) وامتلأت أماكن الإقامة. كما حضر ما بين 10 و20 شخصًا إضافيًا من ديترويت في بعض الأيام. شارك 18 إلى 20 شابًا، ودفع بعضهم التكاليف من خلال تقديم خدمات. أشرفت دوروثي بيكر على الشباب، الذين عقدوا منتدى خاصًا بهم، حيث كانوا ينتخبون رئيسًا للجلسة يوميًا، ويطلبون خطابين قصيرين يتبعهما منتدى مفتوح مع تحديد المتحدثين بعدم التعليق لاحقًا.
تضمنت دراسة فايل لكتاب طلائع الفجر (بالإنجليزية: The Dawn-Breakers) تعليمًا عن التاريخ الإسلامي. كما جُمعت تبرعات بقيمة 50 دولارًا لبناء المعبد عقب حملة نظمتها أورسيلا ريكسفورد، التي حضرت بدعوة من أصدقاء في اللحظة الأخيرة، ثم كتبت مقالًا عن تجربتها في مجلة نجمة الغرب (بالإنجليزية: Star of the West). وتحدثت عن قيادتها لسيارتها على الطريق المتعرج المؤدي إلى منزل المزرعة، مع وجود مبنى تسع الأضلاع يوفّر المياه، وأقامت في إحدى الكبائن الجديدة. وأشارت إلى أن "نُزل بولمان" كان من طابقين، وأن الحضور جاءوا من أماكن بعيدة مثل كاليفورنيا ومين، بالإضافة إلى شخص أنهى جولة حول العالم. كان نصف الحاضرين من الشباب الذين أبدوا رغبتهم في "القيام بشيء ما".
في الليلة الختامية، قدّم الشباب مسرحية أصلية بعنوان: "يا لها من قوة تمنحنا القدرة على رؤية أنفسنا كما يرانا الآخرون" (بالإنجليزية: O wad some Pow'r the giftie gie us to see ourself as others see us) مقتبسة من روبرت بيرنز، وقاموا فيها بتقليد بعض كبار السن الحاضرين.
ومرة أخرى، قامت عائلة إيغليستون بمراجعة وتحسين وتوسيع المباني بين هذا الموسم والموسم التالي.

#### 1933
في ظل إغلاق البنوك وتقييد السيولة النقدية في أوائل العام عبر قانون الطوارئ المصرفي، تم تقديم موعد المدرسة الصيفية لعام 1933 نحو شهر، لتُعقد في الفترة من 25 يونيو إلى 3 يوليو. طلبت الجمعية الوطنية بشكل خاص أن يُقدَّم البرنامج العام لنشر الدين في أنحاء البلاد في مدرستي لوهلين ومدرسة غرين أكر البهائية ذلك العام. كانت دوروثي بيكر مسؤولة عن قيادة مجموعة الشباب، وتمت إضافة شقق بولمان الجديدة إلى الحظيرة لاستيعاب المزيد من الأشخاص. شملت الهيئة التدريسية: الأسقف والسيدة براون، ألين ماكدانيال، هارلان وغريس أوبر، إليزابيث غرينليف، دوروثي بيكر، فاني كنوبلوخ، وليليان سايلكن. تم دفع تكاليف الإقامة وثلاث وجبات يومياً بمبلغ يتراوح بين 12.50 إلى 23 دولاراً لكامل الدورة، وكان متوسط الحضور حوالي 70 شخصاً، وبلغ العدد الإجمالي للحاضرين 140.
افتتحت إليزابيث غرينليف الدورة بعرض حول التأمل والدعاء، ثم قدّم هارلان أوبر، بمساعدة غرينليف، مراجعة لـالإدارة البهائية كما كانت مفهومة آنذاك - حيث كان ألين ماكدانيال مريضاً. ألقت دوروثي بيكر محاضرات يومية من كتاب مطالع الأنوار. جذبت الاجتماعات العامة بعد الظهر بعض الزوار. قام الشباب بالتخطيط لفعاليات الأمسيات، وشارك حوالي 26 شاباً، من بينهم بعض غير البهائيين. جاء فيليب سبريغ متأخراً وألقى محاضرة حول تقدم بناء المعبد، وتم جمع 500 دولار لصالحه. كما ألقت روث موفيت محاضرة، وماري ماكسويل، التي كانت على وشك الزواج من شوقي أفندي وتغيير اسمها إلى روحیة خانم، ألقت محاضرتين أيضاً استناداً إلى كتاب مطالع الأنوار.
البرنامج النهائي المعلن لأعضاء الهيئة التدريسية ومواضيعهم كان كالتالي:
- إليزابيث غرينليف (كتاب الإيقان)
- غرينليف وهارلان أوبر (الإدارة البهائية)
- دوروثي بيكر (مطالع الأنوار)
- أوبر (الدين والمجتمع)
- غريتش ويسترفلت (التعليم الجديد)
- أورسيلا ريكسفورد (الغد)
- غريس أوبرت (دورة الحياة)
- فاني كنوبلوخ (الديانة البهائية في جنوب أفريقيا)
- هارلان أوبر (الحضارة الجديدة)
- بيكر (الوعي الكوني بالوحدة)[42]

#### 1934
كان من المقرر عقد الدورة من 30 يونيو إلى 8 يوليو، واقترح أن تضم الهيئة التدريسية: ألين بي. ماكدانيال، ماري هانفورد فورد، شهناز ويت، غريتشن ويسترفلت، دوروثي بيكر، وفيليب سبريغ. شملت المواضيع المطروحة الإدارة البهائية، كتاب مطالع الأنوار، والكتاب المقدس. وقد اجتمع مؤتمر شبابي مكوّن من 16 شخصًا في ليما، أوهايو، في نهاية مارس، من ولايات أوهايو، إنديانا، إلينوي، ميشيغان، وويسكونسن، للتشاور حول مدرسة لوهلين .
أشاروا أولاً إلى تغيير في موعد جلسة الشباب لتكون من 25 إلى 28 يونيو، وكانت المواضيع وأعضاء الهيئة على النحو التالي: تأملات وعبادات تقدمها دوروثي بيكر، منتدى حول القيم البهائية يقدمه هارلان أوبر، القيادة الفعالة تقدمه ماريون هولي (رياضية أولمبية في ألعاب 1928)، الجوانب الروحية للتعاليم تقدّمها ماري هانفورد فورد، دراسة الكتاب المقدس والمقارنة الدينية يقدّمها جيمس مكورميك. تراوحت التكلفة من 5 إلى 8 دولارات لأربعة أيام شاملة الإقامة والطعام. في ذلك الوقت، كانت هذه الجلسة الوحيدة من نوعها بين جميع المدارس البهائية.
لكنها عُقدت فعليًا من 10 إلى 13 يوليو بدلًا من أواخر يونيو، وقد عادت دوروثي بيكر لقيادة الجلسة بمساعدة فيليب سبريغ. كما ساعدت ماري ماكسويل وجيمس مكورميك في اجتماع مجموعة الشباب. وركّزت المجموعة الشبابية على تقديم تمثيليات درامية.
بلغت تكلفة الجلسة العامة التي استمرت تسعة أيام ما بين 12.50 إلى 18.50 دولارًا. لاحظت صحف ديترويت التجمع في لوهلين وكذلك لجنة التنظيم التي ضمت بيرثا هايد كيركباتريك و إل. دبليو. إيغليستون. كما أدرجوا أسماء أعضاء المحفل البهائي في ديترويت لذلك العام، بما فيهم لو إيغليستون كرئيس، وزوجته كسكرتيرة للمراسلات.
كتبت سيلفيا باين ملخصًا لتجربتها في المدرسة، ونُشر في عدد سبتمبر من مجلة نجمة الغرب. روت كيف أن زائرين شابين كانا يبحثان عن خيول للركوب صادفا المدرسة البهائية أثناء انعقادها، فبقيا نصف ساعة للاستماع إلى الأفكار المطروحة. أشارت باين إلى أن المؤتمر المدرسي استمر 14 يومًا، وشمل التأمل والدعاء، وسردًا لتاريخ الدين البهائي، ومبادئ الحكم والإدارة، بالإضافة إلى الأنشطة الترفيهية مثل السباحة، والتنس، والبيسبول، وركوب الخيل. كما وُجد عزف على البيانو وغناء جماعي. وذكرت أيضًا أن هذه كانت أول مرة.

#### 1935
في المؤتمر الوطني الربيعي، وصف دايل كول مجموعة شبابية في فلينت، ميشيغان، تأسست بتأثير من مدرسة لوهلين الصيفية، وقد شكّلت لاحقًا محفلًا روحانيًا في عام 1935. وقد أبرزت اللجنة الشبابية هذا الحدث أيضًا كما ورد في تقرير ماريون هولي.
كان من المقرر أن يبدأ موسم 1935 بجلسة شبابية من 24 إلى 27 يونيو مع هيئة تدريس ومواضيع كالتالي: دوروثي بيكر (الحياة البهائية)، الأسقف براون (المنظور البهائي تجاه مشكلات العالم)، رسائل شوقي أفندي (تُدار من قبل "مجلس الشباب")، ما هي الحركة البهائية (بإشراف "المجلس"). وتلتها الجلسة العامة من 29 يونيو إلى 7 يوليو بمشاركة هيئة تدريس ومواضيع كالتالي: هوراس هولي (الأنشطة البهائية)، ستانوود كوب (الأمن في عالم متداعٍ، استنادًا إلى كتابه لعام 1934)، لولي ماثيوز (فن الحياة الإلهي، الذي جُمع ونُشر في وقت مبكر من عام 1940، انظر الديانة البهائية عن الحياة بعد الموت). كما كان من المقرر عقد جلسة عامة ثانية في الفترة من 19 إلى 24 أغسطس دون الإعلان عن الهيئة التدريسية بعد.
ظهر برنامج محدّث في يوليو يوضح الجلسة الثانية وأول من تم الإعلان عنهم من الهيئة التدريسية هما كارل شيفلر وإلينور موريس. وقد أُعلن لاحقًا عن التشكيلة النهائية للهيئة التدريسية التي شملت: السيدة باري أورلوفا، ستانوود كوب، دوروثي بيكر، الأسقف براون، هوراس هولي، ومامي سيتو، وهي بهائية من هاواي. كما حضر عدد من بهائيي لانسنغ ومنهم: جورج والسيدة أنجل، كورا ريد، إد والسيدة ويتني، هـ. أ. والسيدة جيرسي، ويليام والسيدة وارنر، إيرل شيتيرلي، ماري فوكس، بيرت وغايل بيك، ألين ماكلين.
أرسلت لجنة مدرسة لوهلين الصيفية في الولايات الوسطى رسالة إلى مجلة Baháʼí News نُشرت في ملحق صيف 1935، تفيد بأن المدرسة ستُعقد في 29 يونيو بناءً على طلب اللجنة الوطنية للتدريس، واستجابةً لبرقية من شوقي أفندي، ودعوا لإرسال الحجوزات بأسرع وقت ممكن.
قامت ماريون هولي بتنظيم مسح حول الشباب البهائيين في أمريكا نُشر عام 1936، ووجدت أن أكبر تجمع شبابي في منطقة الغرب الأوسط حتى ذلك الوقت كان في لوهلين عام 1935. كما كان من المخطط عقد اجتماع شبابي آخر في عام 1936 برئاسة وايلدريد بارتون من وينيتكا، إلينوي. وكانت فكرة إجراء هذا المسح قد طُرحت عام 1934 من قبل اللجنة الشبابية البهائية التي أُعيد تنظيمها على المستوى الوطني.

#### 1936
كانت الجلسة الشبابية لعام 1936 مُخطط لها في الفترة من 22 إلى 25 يونيو؛ وتم الإعلان عن أعضاء الهيئة التدريسية وهم: بهيَّة لندستروم، ودوروثي بيكر، وستانوود كوب. حضر حوالي 80 شابًا، وكان من بين الهيئة التدريسية غلين شوك. تولّى شباب شيكاغو البهائيين الإشراف على الرياضة، والترفيه بعد الظهر وفي المساء، وطوّروا قواعد سلوكهم الخاصة القائمة على نظام الشرف. شملت النقاشات الموقف من الحرب العالمية الثانية المتنامية (حينها في الغالب بأوروبا)، والعلاقات مع المنظمات الكنسية من بين المواضيع. وقدمت غاريتا بوسي صفًا حول الخطابة العامة. وتبعت الجلسة العامة مباشرةً بمشاركة الهيئة التدريسية: دوروثي بيكر، وغلين شوك، وستانوود كوب. وشاركت بيكر في سياق تبرعها بمدخراتها للحج البهائي بدلاً من استخدامها، كمساهمة منها في بناء المعبد البهائي، وشملت أحاديثها قصة اختيارها لشريك حياتها بناءً على الصلاة أكثر من الانجذاب العاطفي إلى خاطب راغب.
وكانت أعلى كثافة وتمركز للشباب البهائيين في أمريكا في الغرب الأوسط من منطقة أوربانا-بيوريا جنوبًا مرورًا بشيكاغو حتى ميلووكي-كينوشا شمالًا، ومن حيث العدد كان تجمع لوهلين لعام 1936 أكبر تجمع شبابي بهائي في أمريكا حتى ذلك التاريخ.
وتلتها الجلسة العامة في الفترة من 28 يونيو إلى 5 يوليو بمشاركة الهيئة التدريسية: ألين ماكدانيال، وغلين شوك، وستانوود كوب. وتمت إضافة جلسة ثانية للفترة من 2 إلى 9 أغسطس بمشاركة الهيئة التدريسية: مامي سيتو، مرزية كاربنتر (لاحقًا غيل), وويلارد مكاي؛ وتناولت حصتان من الدروس مواضيع حول الإسلام/الثقافة الإسلامية. وكان السعر المعلن للجلسة الشبابية لمدة أربعة أيام هو 5 دولارات، والجلسات العامة بسعر يتراوح بين 1.35 إلى 2.10 دولار في اليوم. وتم الإعلان عن ل. و. إيغلستون كقائد للمدرسة في جريدة ديترويت فري برس. كما نُشر تعريف موجز بالمدرسة والمتحدثين في جريدة لانسنج ستايت جورنال. ومع الاعتراف بالطابع التاريخي لهذا التطور، دعت الأرشيفات البهائية الوطنية حديثة الإنشاء تحت إشراف المحفل الروحاني الوطني إلى حفظ المواد المتعلقة بالمدارس الصيفية. وأُشير إلى مدرسة لوهلين الصيفية لعام 1936 كإحدى أماكن انعقاد مؤتمر "ما بين المجتمعات" حضره عضو من كل محفل ومجموعة في الولاية.
وكانت الهيئة التدريسية للجلسة العامة الثانية تضم مامي سيتو، ومرزية كاربنتر، وويلارد مكاي. وقد تم التنويه بمقالات صحفية من تأليف كلاريسا بين من فلينت، وكذلك في ديترويت، وإن بشكل موجز. كما تم الإعلان عن جولة عامة في لوهلين بقيادة روسكو سبرينغستون، رئيس محفل ديترويت، بالإضافة إلى الإعلان عن بعض الجلسات المتاحة مثل جلسة مرزية كاربنتر، ودروس أخرى مقدمة.

#### 1938
في أبريل 1938، أفادت لجنة المكتبة الوطنية في أخبار البهائيين أنها ساهمت بكتب في مكتبات المدارس البهائية بما في ذلك لوهلن. أُقيمت اجتماعات حول وحدة الأجناس قبيل بدء الجلسة العامة. وقدمت إيموجين هوغ دروساً دراسية في مجتمع فلينت بينما كانت تقيم في لوهلين منذ مايو، وكانت من بين العديد من أعضاء الهيئة التدريسية الذين ألقوا محاضرات في البلدات المجاورة، ومنهم كارل شيفلر، وروبرت فاينز، وماك دانيال، وهارلان أوبر، وكاسويل.
عُقدت الجلسة العامة الأولى في الفترة من 6 إلى 13 أغسطس، وكان من بين أعضاء الهيئة التدريسية كيرتس كلسي، وهيلين بيشوب، وأليس بيكون، ومرزية كاربنتر، وكانت تكلفة الإقامة والطعام تتراوح بين 1.50 و2.15 دولاراً في اليوم.
عُقدت جلسة الشباب في الفترة من 16 إلى 20 أغسطس، وكانت التكلفة 1.20 دولار في اليوم، وشملت الهيئة التدريسية فيرجينيا كاميلون، وإدوارد ميسلر، وهيلين بيشوب، وكارل شيفلر، ومرزية كاربنتر. وأشارت إحدى المقالات إلى حضور عدد من لانسنغ: فرانك والسيدة إيفانز، وغريس كولتيرين، وألفيرتا هاميلتون، وجورج هـ. والسيدة أنجل، وتشاريتي بالارد، وكورا ريد، وديفيد والسيدة إيرل. كانت السيدة إيرل هي جوي هيل إيرل، وهي أمريكية من أصول أفريقية، بينما كان ديفيد إم. إيرل أبيض. وهكذا استضاف الحرم الجامعي زوجين من أعراق مختلفة (أسود وأبيض) في عام 1938. وقد أُعقبت إحدى الجلسات بمحاضرة من أحد أعضاء الهيئة التدريسية والحضور.
شهد عام 1938 تغييرات تمثلت في إضافة جلسة شباب إضافية وتحويل إحدى الجلسات العامة إلى جلسة مختبرية كما اقترحت ماريون هولي. وقد أُضيفت جلسة المختبر لإتاحة الفرصة للطلاب للتركيز على مشاريع خاصة؛ ففي عام 1938 كان هناك مشروع دراسي لمدة 10 أيام قدمته إيموجين هوغ، ومشروع للتواصل مع المجتمعات المجاورة من خلال توزيع المواد المطبوعة والمحادثات، نسقته مارغريت رايمر.
كما نُشرت محاضرات كوب التي طُورت لصفوف لوهلين في السنوات السابقة كسلسلة مقالات في مجلة النظام العالمي طوال عام 1938، ثم جُمعت وطُبعت في كتاب أيضاً.

#### 1939
بعد التبرعات التي قُدمت من الكتب في العام السابق، ظهرت الحاجة إلى مبنى مخصص للمكتبة، فتم تشييده في عام 1939 وأُطلق عليه اسم "الملاذ"، بدعم مالي من أميليا كولينز ودوروثي غراف. وقد أُقيم المبنى بمساهمة عمالية تطوعية من لو وجورج إيغليستون.
أُقيمت أول جلسة صيفية عامة في الفترة من 6 إلى 13 أغسطس بمشاركة هيئة تدريس ضمّت كورتيس كيلسي، وهيلين بيشوب، وأليس بيكون، ومارزية كاربنتر؛ أما الجلسة الثانية الخاصة بالشباب فقد عُقدت من 16 إلى 20 أغسطس بمشاركة فيرجينيا كاميلون، وإدوارد ميسلر، وهيلين بيشوب، وكارل شيفلر، ومارزية كاربنتر، وكانت التكلفة 1.20 دولار في اليوم. وقد أُعرب عن تشجيع هذا الجهد في رسالة كُتبت نيابة عن شوقي أفندي إلى مدرسة لوهلين في 29 يوليو.
كما أُقيمت جلسة لاحقة في أغسطس بإشراف هيلين بيشوب ومارزية كاربنتر. وألقت السيدة كينيث كريستيان محاضرة في المدرسة في عام 1939.
ومن بين المشاركين في هذه الجلسات أشخاص من لانسنغ، وديترويت، وكذلك العروسان الجديدان أليس هالڤورسن وآرثر هندرشوت الذين قدما من ميامي، فلوريدا. وبشكل عام، شارك 54 شاباً في الجلسة الأولى و47 في الجلسة الثانية. وقد راجعت بيتي شيفلر الصفوف المخصصة للشباب لعام 1939 في عدد أكتوبر 1940 من مجلة "بهائي يوث".
أُقيمت أول جلسة شتوية في لوهلين في المبنى الجديد للمكتبة خلال فترة 26 ديسمبر إلى 1 يناير (1939–1940)، وتناولت مواضيع مثل التغريب، والدراسة المتعمقة، وتقديم الدين دون خطابة، وعلم نفس جذب الأفراد والمجموعات للدين. كان الحد الأقصى للتسجيل 10 أشخاص، وبلغت التكلفة 2.25 دولار في اليوم. وتكوّن طاقم التدريس من فرانسيس ستيوارت، وبرثا هايد كيركباتريك، وإيثر نيل فربوش، وهاري جاي. وكانت السيدة جورج أنجيل من لانسنغ من ضمن المشاركين، وكذلك السيدة جورج آر. ترو من ديترويت.

#### 1940
في صيف عام 1940 نُشرت بعض الإعلانات في يونيو – حيث حضرت سينثيا باول جلسات الشباب لتقديم المشورة بشأن فرص العمل استنادًا إلى دراساتها في جامعة كولومبيا، كما أُقيمت جلسة مخبرية للدراسة المكثفة قدّمتها إيموجين هوغ. وكما في السابق، عُقدت اجتماعات قبل بدء الجلسات من قِبل أعضاء الهيئة التعليمية وغيرهم. وذكرت مقالة نُشرت في مجلة وورلد أوردر في يونيو 1940 أن المكتبة التي أُقيمت في العام السابق كانت تحتوي على ما يقارب 800 كتاب.
وقد تم تنظيم أربع جلسات صيفية: أولى جلسات الشباب من 26 إلى 30 يونيو، والجلسة المخبرية من 3 إلى 12 يوليو، وجلسة عامة من 8 إلى 11 أغسطس، وجلسة ثانية للشباب من 21 إلى 25 أغسطس. وخلال الجلسة الصيفية، أدار هاري وونغ، الكوري ورئيس المحفل البهائي في ديترويت، مراسم زواج بهائي في لوهلن.
ومن بين الحضور كانت هناك مشارِكة من إنديانابوليس، إنديانا، وأخرى من راسين، ويسكونسن. كما كتبت إيتي غراف مقالة عن تجربتها مع الصلاة، وذكرت أنها حضرت جلسة صيفية في لوهلين عام 1941. وفي وقت لاحق من الصيف، انضم كلارنس نيس إلى لجنة برنامج لوهلن.
أما الجلسة الشتوية لعام 1940–1941 في لوهلين فقد كانت مقررة في الفترة من 26 ديسمبر إلى 1 يناير، وتركزت على نص غير منشور آنذاك بعنوان قواعد وحدة العالم (بالإنجليزية: Foundations of World Unity) لعبد البهاء، (نُشر رسميًا في عام 1945)، وكانت التكلفة اليومية دولارين. وقدمت الجلسة السيدة (فرجينيا) ديفيد كاميلون.

#### 1941
حضرت بيرثا هايد كيركباتريك حضرت جلسة تخطيط مبكرة للجنة البرنامج في فبراير. لوحظ أن المكتبة قد وصلت إلى 1800 كتاب، أكثر من ضعف عددها في العام السابق؛ وتم مراجعة المجموعة من قبل أمين مكتبة عامة في ديترويت، وتم إعادة تنظيم المجموعة وفقًا لنظام ديوي العشري. في الربيع، جاب آل إيغليستون ولاية نيويورك في زيارة لعدة مدن.
تم الإعلان عن البرنامج المطبوع لأول جلسة شبابية في الفترة من 29 يونيو إلى 5 يوليو 1941 مع أعضاء هيئة التدريس مثل المدعية العامة السابقة في ولاية أوهايو (1937–38) والأمريكية الأفريقية إلسي أوستن وفيرجينيا كاميلون، بينما قامت السيدة ركسفورد سي. بارمالي ولوتي غرايف بالتنظيم للبرنامج المسائي وكان التكلفة 1.35 دولارًا للشخص يوميًا. تلتها جلسة المختبر في الفترة من 8 إلى 17 يوليو مع أعضاء هيئة التدريس مثل هاري جاي، سولون فيلدمن، ولوتي غرايف، وأعضاء من اللجان الوطنية للبهائيين، بتكلفة تتراوح من 1.60 دولارًا إلى 2.25 دولارًا للشخص يوميًا. تلتها جلسة عطلة في الفترة من 19 يوليو إلى 8 أغسطس مع اجتماعات غير رسمية وفرصة لممارسة اللغة الإسبانية والتعرف على الثقافة اللاتينية بتكاليف تتراوح من 1.50 دولارًا إلى 2.25 دولارًا للشخص يوميًا. وكانت هناك جلسة عامة في الفترة من 10 إلى 17 أغسطس مع أعضاء هيئة التدريس مثل ألبرت ويندست، وأليس سيمونز كوكس (التي تخرجت بمرتبة الشرف من كلية لومبارد) وبيرثا هايد كيركباتريك، وعدد من المنتديات والمحادثات غير الرسمية التي تم الإعلان عنها. أخيرًا، كانت هناك جلسة شبابية ثانية في الفترة من 20 إلى 26 أغسطس مع أعضاء هيئة التدريس مثل روبرت جاينز، وف. سانت جورج سبندلوف، ومارغريت روهي، وكانت التكلفة 1.35 دولارًا للشخص يوميًا.
حضرت بيرثا كيركباتريك جلسة تخطيط للمدرسة في مايو.
تم الإعلان في يونيو عن تمديد الموسم، الذي أطلق عليه أيضًا "جلسة عائلية"، ودعمت الجلسة ممارسة الإسبانية وأداء مسرحية عن الطاهرة من تأليف السيدة إيرل أندروز لجلسات الشباب. كانت هناك بعض التغطية الصحفية عن افتتاح المدرسة، وجلسة الشباب التي ضمت أعضاء هيئة التدريس مثل إلسي أوستن، والسيدة ركسفورد بارمالي، ولوتي غرايف، والسيدة (فيرجينيا) كاميلون، وألبرتو لياو من البرازيل، وخي-هشيمي من العراق, الذين تم الإشارة إليهم في عدة مقالات. أشادت بيو لا هيرندون، من سينسيناتي، بأجواء المدرسة الخالية من التمييز عندما عادت إلى منزلها, وأشار أربعة من جنيف، نيويورك إلى حضورهم من جنيف، نيويورك. نانسي غيتس، ماري إي. غيتس، وبيفرلي كوليسون مع السيدة ر. سي. كوليسون.
تم الاحتفال بيوم الشباب الدولي في لوهيليين مع كل من دوروثي بيشر بيكر، والسيدة جوسوي بيكون، و هاري ووهانغ. تم ذكر الحدث أيضًا في صحيفة طلاب جامعة ولاية واين مع حديث طلابي، ومعرض ورقصات فلبينية. كما قدم كل من ف. سانت جورج سبندلوف، والفنان إدواردو سيلجادو، وطلاب الفلبين من جامعة ميتشيغان بمن فيهم علماء ليفي باربور. تم ذكر هذا الحدث مع الاحتفالات المناسبة في آخر فصل دراسي للصحيفة.

#### 1942
في ظل الحرب العالمية الثانية، كانت هناك تعليقات محدودة نسبيًا على جلسات المدرسة الصيفية، ولم يُذكر أي فصل شتوي.
تضمنت قائمة لجنة البرنامج في يونيو إدموند ميسلر، الرئيس، والسيدة ل. و. إيغليستون، السكرتيرة، وفيليس هول سكرتيرة المراسلات، مع الأعضاء العامين بياتريس إيردلي، هاري ووهانغ، ل. و. إيغليستون، كينيث كريستيان، بيرثا هايد كيركباتريك، ودوروثي غراف. وأضافت لجنة لوهيليين في خريف 1942 كينيث كريستيان.
تضمنت هيئة التدريس في جلسة الصيف 1942 أليس كوكس، كينيث كريستيان، إدموند ميسلر، وحضرت تسع بهائيات من ديترويت. وكان عدد المجتمع البهائي في ديترويت حينها حوالي 50 شخصًا. كما حضر أيضًا بهائيون من ولاية أوهايو.

#### 1943
أضافت الجمعية الوطنية ثلاثة من الشباب إلى لجنة البرنامج في العام التالي: بول بيتي، كليمنت بيري، وديك سوهم. نُشرت لجنة برنامج لوهيليين الصيفية 1943 على النحو التالي: كان الرئيس إدموند ميسلر، والسكرتيرة هيلين إيغليستون، وسكرتيرة المراسلات فيليس هول، والأعضاء العامين بياتريس إيردلي، هاري ووهانغ، ل. و. إيغليستون، كينيث كريستيان، بيرثا هايد كيركباتريك، بول بيتي، كليمنت بيري، وديك سوهم. كان مايكل فاراند من بين الحاضرين من ديترويت. كما ذُكر أن هناك 11 من الحاضرين في مدرسة لوهيليين يعتزمون الذهاب للعمل التبشيري.
ذهب البهائيون إلى مدرسة الشتاء 1943-1944 من ديترويت، وهم السيدة كلينتون ويدمان، والسيدة ديفيد فاراند، وإيتا كاتلين، وروسكو سبرينغستون.

#### 1944
كان رئيس لجنة مدرسة لوهلين لموسم 1944 هو إدوين ميسلر، وأمانة اللجنة هيلين إيجلستون، وأمانة المراسلات فيليس هول، وضمّت اللجنة أيضاً بياتريس إيردلي، وإل. دبليو. إيجلستون، وبرثا هايد كيركباتريك، وبول بيتيت، وأليس كيدر، وتشارلز رايمر.
بحلول ربيع عام 1944، أصبحت المدرسة قادرة على استيعاب ما يصل إلى 75 شخصًا في الصيف و25 في الشتاء، وكانت تقيم خمس جلسات صيفية بالإضافة إلى جلسة شتوية واحدة بشكل منتظم، إلى جانب مؤتمرات وحفلات زفاف. وكانت المدرسة تعتمد على ثلاثة مبادئ بحلول ذلك العام: "أن تكون مدرسة حقيقية، مكانًا لتعلُّم الحقيقة... وأن تكون مكانًا يعيش فيه الناس لبعض الوقت كمجتمع بهائي، يمارسون وحدة الجنس البشري... وأن تكون موقعًا آخر يشع منه نور اليوم الجديد." قُسّمت الجلسات الخاصة بالشباب إلى فئتين: من 12 إلى 15 سنة، وفئة أخرى لمن هم فوق 15 عامًا. كما وُجّهت دعوات للمعلمين لإلقاء محاضرات في أماكن مختلفة بالمنطقة. وكانت المكتبة قد جمعت نحو 2700 مجلد، كما كانت تبيع كتبًا إضافية للمهتمين في المنطقة. وشهد عام 1944 أيضًا إضافة رعاية الأطفال من خلال روضة تعليمية. حضرت برثا هايد كيركباتريك.
كان برنامج صيف 1944 في مدرسة لوهلين موجّهًا نحو مئوية إعلان الباب. وعُقدت جلسة عامة من 4 إلى 13 أغسطس، تلتها جلسة للشباب من 16 إلى 23 أغسطس، بأسعار تراوحت بين 1.65 إلى 2.75 دولار للشخص في اليوم. ألقى ريجينالد كينغ محاضرة في ذلك الصيف; وكان من بين الهيئة التعليمية غريتشين ويسترفيلت، والسيدة ويندل بايكن. كما ذُكر وجود "مدرسة للكتاب المقدس" في لوهلن. ووصلت رسالة نيابة عن شوقي أفندي موجهة إلى المشاركين في جلسة 1944. كان بول بيتيت رئيس لجنة الشباب الوطنية، وقد قدّم تقريرًا عن الأنشطة في لوهلين خلال اجتماع للشباب. كما شارك ريجينالد كينغ أيضًا في الجلسة الشتوية.

#### 1945
انضمت مارغريت سوينغل إلى لجنة مدرسة لوهلين في ربيع عام 1945. تكوّنت لجنة المدرسة لموسم 1945 من السيدة جون إي (برثا هايد) كيركباتريك كرئيسة، وهيلين إيجلستون كأمينة سر، وفيليس هول كأمينة مراسلات، وهاري وانغ، وإل. دبليو. إيجلستون، وإدموند ميسلر، والسيدة كلينتون و. ويدمان، وروسي سبرينغستون، ومارغريت سوينغل، وريتشارد سوهِم. حضرت برثا هايد كيركباتريك وآخرون من باتل كريك، ميشيغان الجلسة الصيفية، كما حضرت إلزي أوستن ومرزية جيل من ديترويت. ألقى ريجينالد كينغ محاضرة في جلسة صيفية لاحقة، وكان من بين الهيئة التدريسية غريتشين ويسترفلت، والسيدة ويندل بايكن. وتم تخصيص جلسة خاصة في عام 1945 لاستقطاب غير البهائيين.
في نهاية عام 1945 وبداية 1946، نُشرت قائمة لجنة مدرسة لوهلين على النحو التالي: برثا هايد كيركباتريك رئيسة، هيلين إيجلستون أمينة سر، هاري وانغ، إل. دبليو. إيجلستون، إدموند ميسلر، ريبيكا ويدمان، أليس كيدر، ويني فوستر، وويليام كينيث كريستيان. وقد أنشأ ندوة شبابية في غرين باي، ويسكونسن، صندوقًا للمنح الدراسية من أجل الالتحاق بمدرسة لوهلن، وكذلك فعل البهائيون في واواتوسا. وأُعلن في ديسمبر 1945 عن إضافة كل من جورج آر. ترو، وألدهم روبارتس، ورالف هالفيرسون، وبول بيتيت إلى عضوية اللجنة.
كان برنامج شتاء 1945-1946 بعنوان "الحقائق الأساسية" من تقديم فلورنس رييب، و"تطوير الشخصية" من تقديم ويليام كينيث كريستيان، بأسعار تراوحت بين 2.50 و3.00 دولارات للشخص في اليوم. كما شارك في الجلسة الشتوية أيضًا بعض الحضور من ولاية أوهايو.

#### 1946
في خضم انتشار أخبار قصف هيروشيما وناجازاكي بالقنبلة الذرية واستسلام اليابان، كان جدول صيف عام 1946 في مدرسة لوهلين كالتالي: دورات عمل من 29 يونيو إلى 10 يوليو، برنامج الناشئة من 13 إلى 19 يوليو، الجلسة الصيفية الوسطى من 22 إلى 28 يوليو، المختبر من 31 يوليو إلى 11 أغسطس، وبرنامج الشباب الأكبر من 14 إلى 25 أغسطس. وكان من بين العروض المقدمة مؤتمر مخصص للآباء في الفترة من 20 إلى 21 يوليو،... وتضمّن برنامجًا خاصًا لتنمية الأطفال.
شهدت الجلسة الأولى من الصيف قيام مامي سيتو بتقديم فصل حول النمو الروحي في المفهوم البهائي، وبول إي. هاني حول النظام الإداري البهائي، وآرثر باترسون حول الوسائل البصرية والمعارض، وفلورنس ريد حول فن الخطابة العامة. أما جلسة الناشئة فقد حاضر فيها كل من بيغي ترو حول السلوك والمعتقد البهائي، وهاري فورد حول تنمية الشخصية، وبول بيتت حول رسم خرائط السفر والتبادل الثقافي، وإلينور هتشينز حول الدراسات الطبيعية في الفن والمواد الطبيعية، كما خُصص وقت لنقاشات مائدة مستديرة بإشراف بيغي ترو وبول بيتت كمرشدَين. وكانت روبرتا كريستيان مديرة لمؤتمر الآباء.
أما جلسة المختبر فقد قدّم كيرتس كيلسي محاضرة حول استخدام الأدبيات البهائية في تعريف الجمهور، بينما ناقش إمري وروزماري سالا موضوع الوحدة العالمية وكتاب الأرض وطن واحد، وقدم هارلن أوبر عرضًا حول تطوير المجتمع. وأدارت أليس بيكون برامج الأمسيات مثل برنامج عن تنمية الأخلاق. وضمّت جلسة الشباب الأكبر أرنولد كيتلز حول مشكلات الشباب والروابط الاجتماعية، وهشمت علائي حول دورات الحضارات، وآرشي تيتشنور حول النظام العالمي الجديد الناشئ، بينما قادت إستر ويلسون جوقة موسيقية تم تسجيلها على مسجل واير من نوع بيرس. وأشرف كل من لينا بويد وأرنولد كيتلز على المنتديات والنقاشات حول الريادة البهائية. وتراوحت الرسوم من 1.75 إلى 3 دولارات في اليوم.
أما الجلسة الصيفية الوسطى فقد أدارها كل من بهيّه فورد وهاري فورد بجلسة حول الأطفال والمشكلات المجتمعية بطريقة ورش ومحاضرات، وشارك فيها أيضًا خبراء غير بهائيين. ومن بين القادة في الحقل التربوي المشاركين: مدراء ومعلمون من المدارس وأساتذة جامعات، منهم د. إدوارد إن. بالمر من جامعة فيسك، ود. إيه. واي. ماكلاسكي من جامعة إلينوي.
وأثناء رحلتها إلى المدرسة، قامت مامي سيتو بجولة تعليمية عبر مدن عديدة في الغرب الأمريكي شملت بويزي في أيداهو، وسولت ليك سيتي في يوتا، ولارامي في وايومنغ. كما عادت دوروثي بيكر لتقديم محاضرة. وكان من بين الحضور أشخاص من باتل كريك، وغرينفيل في ساوث كارولاينا. وتم نشر مقتطف من رسالة من شوقي أفندي إلى جلسة الشباب الأكبر لسنة 1946 في عدد ديسمبر.

### 1947
أُعلن عن لجنة مدرسة لُوهلن لعام 1947، وكانت برئاسة ويني فوستر، وأمانة هيلين إيغلستون، وعضوية أرنولد كيتيلز، وألبرت سيغان، وبرثا هايد كيركباتريك، وبول بيتيت، وريبيكا ويدمان، وإل. دبليو. إيغلستون، ولاري هاوتز، وكينيث كريستيان. كان من بين جلسات الشتاء جلستان تناولتا كتاب بعض الأسئلة المجاب عنها بقيادة هارلان أوبر، وفصل تدريبي بإشراف إليزابيث تشيني. حضرت السيدة ج. إي. (برثا هايد) كيركباتريك وداين فاراند جلسة الشتاء في لُوهلن.
شملت جلسة شتاء 1946–1947 متحدثين من البهائيين وغير البهائيين من الأمريكيين الأفارقة، مثل السيد إيسون بصفته سكرتير رابطة الحضر في فلينت، وهو بهائي من أصل أفريقي، وكذلك إلسورث بلاكويل، من زوج آخر مختلط عرقياً، وترأس الاجتماع آرثر باترسون. كما ألقت رامونا ستيفز محاضرة بعد عودتها من لُوهلن في الشتاء.
في مايو 1947، نشرت أخبار البهائيين إعلانًا عن الحاجة إلى مسجل، وهي وظيفة تولّتها عادةً هيلين إيغلستون منذ عام 1931، لتنسيق الغرف وجمع الرسوم، مع إمكانية حضور بعض الصفوف، شاملةً الإقامة والطعام مقابل الخدمات. تحدثت ويني فوستر في المؤتمر الوطني للبهائيين عن مدرسة لُوهلن، حيث أشار إلى أن المدرسة تُطوِّر مواهب جديدة وبدأت العمل على منهج شامل. وأوضحت مرزية غيل بين قوسين أن عائلة إيغلستون قد وهبت المدرسة والأراضي المحيطة بها، بمساحة 9.5 فدان، إلى المجتمع الوطني.
في سبتمبر 1947، أُعلن علنًا أن التسعة فدادين ونصف نُقلت إلى أمانة المحفل الروحاني الوطني. وتم توقيع صك نقل مدرسة دافيسون عبر أمناء إيغلستون لصالح المحفل الروحاني الوطني للولايات المتحدة وكندا، باستثناء مقر سكنهم، مع اتخاذ خطوات مبدئية لشراء المقر للحفاظ على وحدة المؤسسة. أظهر ميزانية 1948-1949 الوطنية تخصيص مبلغ 1800 دولار - خُصص هذا المبلغ لسكن عائلة إيغلستون المرتبط بالمدرسة، أما المدرسة والأرض فكانت هدية. وذُكر أن المساحة الكلية للأرض المكتسبة بلغت حوالي 11 فدانًا. وفي عام 1948 تم شراء المقر والساحتين المجاورتين (11-9.5 تقريبًا) بمبلغ 20,000 دولار من أصل قيمة تقييميّة تبلغ 54,000 دولار.
عُقد برنامج صيفي أطول في صيف 1947. عُرّف اليافعون الصغار بأنهم من 10 إلى 14 عامًا، واستمر برنامجهم من 30 يونيو إلى 11 يوليو، وتضمن أعضاء هيئة تدريس مثل بيغي ترو، وبول بيكر، وأناماري ماتون. تبع ذلك ورشة عمل من 14 إلى 25 يوليو بإشراف فلورنس ريد، وجورج ر. ترو، وإليزابيث تشيني، ولورنس هاوتز. كما عُقد مؤتمر لمدة يومين للآباء بإشراف سيلفيا باين بارميلي وركسفورد سي. بارميلي، وتركزت جلسة منتصف الصيف من 28 يوليو حتى 1 أغسطس على الأطفال والأبوة. تلتها جلسة مخبرية من 4 إلى 15 أغسطس بإشراف آرتشي تيكنور، وغريتشين ويسترفيلت، وماثيو بولوك، وبرثا هايد كيركباتريك. ثم جلسة للشباب الأكبر سنًا، من 15 إلى 20 عامًا، من 18 إلى 29 أغسطس، شارك فيها من الهيئة التدريسية ويليام سيرز، وإليزابيث تشيني، وآرثر باترسون، وهيلين باترسون، وإديث مكلارين، وألبرت سيغان. تراوحت الرسوم اليومية بين 1.75 و3 دولارات للشخص، بينما تراوحت أسعار الوجبات للزوار بين 0.40 و0.85 دولار.
من بين الحاضرين من بورت هورون كانوا يوجين برادبري، وجيمس لوفت، ولويس باترسون، وآرثر لوفت، وشيرلي إدموندز، وماكسين آن كيتيلز، وجاكلين لينك، وستينلي تي. باغلي، الذي أصبح عضوًا في لجنة لُوهلن.
بلغ عدد أفراد المجتمع البهائي المحلي في بلدة دافيسون 5 أشخاص في يوليو 1947. وكان إل. دبليو. إيغلستون عضوًا في لجنة التدريس الإقليمية لولاية ميشيغان عام 1947. وفي ديسمبر، نُشرت محاضرات ماي هارفي غيفت من كتاب الإيقان التي ألقتها في لُوهلن في مجلة نظام العالم.
في جلسة الشتاء 1947-1948، عادت هيلين إيغلستون لتتولى منصب المسجل - وكانت التواريخ من 26 ديسمبر إلى 1 يناير، بتكلفة يومية تتراوح بين 3 و3.50 دولار، وكان من بين الأساتذة كيرتس كلسي ودونالد كوربن. شملت الجلسة الشتوية رسومًا من 2 إلى 3 دولارات لليوم للفرد، مع يوم خاص للشباب، ووجود صفّين دراسيين. وعادت هيلين فرينك من لُوهلن في يناير.
قبل عام 1947 بمدة غير محددة، انهار أحد المباني فيما سُمي بإعصار، (وقد وقع إعصار في ديترويت عام 1946.) تُظهر صورة للمبنى الأصلي والمنطقة في عام 1930 وأخرى من عام 1947 التغييرات التي طرأت.

### 1948–الخمسينيات

#### 1948
في عام 1948، انتقل ثلاثة أشخاص إلى دافيسون للمساهمة في تأسيس المحفل المحلي هناك: أرنولد كيتيلز من ماريزفيل، وجورج والسيدة سبرينغستون من فلينت.
عمل آل كيتيلز في التسجيل، والإسكان، والوجبات؛ وقد صُرف بعض المال على المعدات والإصلاحات، وبلغ مجموع الدخل 4671 دولارًا بينما بلغت النفقات 4477 دولارًا، وتم الحصول على إعفاء ضريبي للمدرسة. بلغت تكلفة المشاركة اليومية لجلسة الشباب 1.75 دولارًا، وللجلسة العامة ما بين 2 إلى 3 دولارات يوميًا – وكانت هذه التكاليف عمومًا نصف أو أقل من تلك الخاصة بمدرستي غرين إيكر وجيسرفيل. درّست مارغريت يويتر مدرسة الشباب الصغار في يونيو، وتلتها جلسة عامة في أواخر يوليو. ألقى جون هاغارد محاضرة عن معبد البهائيين في أغسطس. درّس مايكل جميل، وبول بيكر، وفيروز كاظم‌زاده صفوف الشباب والشباب الصغار. كما ألقت دوروثي بيتشر بيكر كلمة في الجلسة الأخيرة من الصيف. وقد حضر مشاركون من لانسنغ، ومن فلوريدا.
وقد تم التخطيط لأول فعالية "عودة الخريجين" في 4–5 سبتمبر لخريجي لوهلن. ومن المرجّح أن أكثر من 150 شخصًا حضروا لعدة ساعات على الأقل. طلب الحاضرون من اللجنة المسؤولة أن تصبح هذه الفعالية جزءًا دائمًا من برنامج الصيف. وقد أصبح من التقاليد أن يبدأ كل يوم من الجلسات بالصلاة والتأمل. بدأ البرنامج بحفل موسيقي ثم ثلاث جلسات نقاش؛ الأولى قادها دونالد كوربن عن تاريخ ونمو النظام الإداري وشملت مسرحية من تأليف روحیه خانم، والثانية قدمها إلسورث بلاكويل في ظهوره الثاني في المدرسة بعنوان "المطلب التحدي"، والثالثة أدارتها السيدة جورج أ. ترو، رئيسة لجنة البرنامج، وشارك فيها لجنة من ضمنها إدوين إيرلدلي، رئيس لجنة صيانة المدرسة، حيث تمت مراجعة تاريخ عميق للمدرسة وإجراءاتها التشغيلية. في اليوم التالي، أُقيم حفل تنكري مع عشاء نزهة في "ذا غلين". وقد أرسل خريجون رسائل من سويسرا والبرازيل واليابان، وتم عرض تسجيلات صوتية – أحدها عن الوديان السبعة، وآخر مرافق لعرض شرائح، وآخر من المؤتمر يتحدث عن لوهلن. وكان هناك أيضًا خمسة خريجين من رواد أمريكا اللاتينية. وقد وصلت رسالة من الرواد في بورتو ريكو متأخرة لتُقرأ في فعالية "عودة الخريجين"، لكنها نُشرت في مجلة أخبار البهائية. وكان هذا أول عام لا يشارك فيه المؤسسون مباشرة في الصيانة أو تنفيذ البرامج، إذ أصبحت هذه المهام من مسؤولية اللجان. كان أرنولد كيتيلز المدير المقيم، وقد وضعت بيرثا هايد كيركباتريك، التي كانت تبلغ من العمر 70 عامًا، الهيكل العام للبرامج، لكنها توفيت في مايو نتيجة حادث سيارة. كما شارك آخرون من مدينة أوليفت بولاية ميشيغان.
تكونت لجنة عام 1948-1949 من: مارغريت ترو (رئيسة)، هيلين إيغلستون (أمينة المراسلات)، روبرت غينز (أمين التسجيل)، بيرثا هايد كيركباتريك، السيدة كلينتون ويدمان، أرنولد كيتيلز، بول بيتيت، السيدة أدي ميلر، وفيلس هول. تم الإعلان عن جلسة الشتاء، وشارك في التدريس كل من لاري كرامر، وأليس بايكن، وإلسورث بلاكويل، وأقيمت وليمة الشرف في منزل عائلة إيغلستون.

#### 1949–1950
تم نشر ملخص مبدئي لبرنامج عام 1949 في ديسمبر 1948، وتضمن جلسة لتدريب المعلمين، وجلستي شباب ناشئين، وجلسة شباب متقدمين، وجلسات للشباب البالغين والبالغين. وتقدّمت الخطط لصيف 1949 كما ورد في يناير. ومع ذلك، فُرضت فترة تقشّف لعامي 1949 و1950 من قبل شوقي أفندي حيث لم تُعقد الجلسات الصيفية في أي من المدارس البهائية الرئيسية الثلاث، وذلك لتوفير الوسائل اللازمة لإنهاء بيت العبادة البهائي (ويلميت، إلينوي) استعدادًا لافتتاحه، بالإضافة إلى إعطاء الأولوية لجهود الريادة في أمريكا اللاتينية. أُجريت في تلك الفترة أعمال صيانة كبيرة، من ضمنها إضافة نظام للصرف الصحي. وقد أفاد تقرير لجنة الصيانة لعام 1949–1950، والتي كان يترأسها ستانلي باغلي، وأمانتها بياتريس إيرلي، وضمّت كل من إدوين إيردلي، وكلينتون ويدمان، وأوسكار كيتلز، وج. مردوخ إيتون، بأن جميع المدارس البهائية أغلقت جلساتها الصيفية لمدة عامين؛ وكانت هناك عملية جرد قائمة، كما تم تأجير منزل إيغليستون بسعر 75 دولارًا في الشهر، والطابق العلوي من المكتبة مقابل 400 دولار لأربعة أشهر. وفي خريف عام 1950، ذُكر اسم بول بيتيت كعضو في لجنة مدرسة لوهلن.

#### 1951
بعد تحقيق هدف تمويل بناء المعبد، أعاد شوقي أفندي والمحفل الروحاني الوطني افتتاح المدارس البهائية الثلاث لصيف عام 1951. تم الإعلان عن برنامج مبدئي في مارس، وتم تأكيده في أبريل، كما يلي: أقيمت الجلسة الأولى للشباب الناشئين من 1 إلى 6 يوليو وكان من بين الهيئة التعليمية إدنا كيتلز، لورا وروبرت ماركوفيتش، ويولي هورن. والجلسة الثانية من 8 إلى 13 يوليو، وضمت يونس وجون شوركليف، وويما ريدلي، وإيلا إيتون. الجلسة العامة الأولى من 15 إلى 20 يوليو مع هاري جاي، وفلورنس ريب، وإليزابيث تشيني. الجلسة العامة الثانية من 22 إلى 27 يوليو مع مارجري مكورميك، وآرتشيف تيكنور، وإليزابيث تشيني. الجلسة العامة الثالثة من 22 يوليو إلى 3 أغسطس مع هوراس هولي وأليس بيكون. الجلسة الرابعة من 5 إلى 10 أغسطس مع تيراه كاوارت-سميث، وإلسورث بلاكويل، وهارلان أوبر. الجلسة الخامسة من 12 إلى 17 أغسطس مع مرزية گيل، وجون روبارتس، وكيرتس كيسلي. الجلسة الخاصة بالشباب المتقدمين من 19 إلى 24 أغسطس مع ريتشارد نولان، ومارجريت ترو، ومرزية گيل. أما جلسة الشباب البالغين فقد ضمّت بورا كافلين، وإلسي أوستن، وأودري ويندهايزر. بدأت كل جلسة بجمع اجتماعي وانتهت بلقاءات عامة. وتراوحت أسعار الإقامة والطعام بين 2.25 و4 دولارات في اليوم. وكان من المقرر عقد جلسة "العودة للوطن" في 2–3 سبتمبر بإشراف بول بيتيت، ومايكل جامير، والمجتمع البهائي في لانسنغ.
اجتمعت لجنتا الصيانة والبرامج في منزل آل باغلي في فلينت في مارس. وكان من بين القرارات المهمة تقديم رعاية للأطفال في سن الرابعة أو أكبر لأبناء الآباء المشاركين في الجلسات، بسعر مخفّض (نحو نصف السعر المعتاد). وبما أن جميع الجلسات اعتمدت على نصوص منشورة، شُجِّع الأفراد على إحضار نسخهم الخاصة أو شرائها من المدرسة، وذلك لتحقيق هدف "دراسة عميقة للدين وليس مجرد مراجعات سطحية وواسعة." وسعت لجنة الصيانة لتوفير حمامات بمياه ساخنة لأول مرة، كما كانت تبحث عن متطوعين للمساعدة في التنظيف قبل بدء الجلسات. وقد تولّى كلينتون وميسز ويدمان إدارة المدرسة.
ومن بين من قدّموا عروضًا حول الريادة في إفريقيا: روبرت وولف، وإرنست ويلسنغ، ولاري هاوتز، ماثيو بولوك، وإلسورث بلاكويل، وجون روبارتس. وقد حضر بهائيون من بورت هيورون، ميشيغان، وتناولت بعض الصحف أخبار المحاضرين وأعضاء الهيئة التدريسية. وضمّت فعالية العودة للوطن بهائيين من لانسنغ مثل ريتشارد وميسز نولان، وويليام هـ. وميسز سميث، وصوفيا بترفيلد، وكالفين تيلمان، وغوردون وميسز فرايزر، وفونا تايلور.
وقد لخّصت رسالة من المحفل الوطني الموسم الصيفي لعام 1951: حضور 360 شخصًا، بيع كتب بهائية بقيمة 600 دولار، دخل إجمالي قدره 3922 دولارًا وتكاليف قدرها 3241 دولارًا، رغم أن هذه الأرقام لم تغطِ التكاليف المسبقة والتأمين. نُشرت رسالتان نيابة عن شوقي أفندي موجهتان لجلسات الشباب في مارس 1952، وأُعيد ذكرهما في ديسمبر. كما نُشرت رسالة أخرى عام 1998 عن جلسة صيفية من ذلك العام. حضرت فيرا إيزنهارت لدعم حضانة الأطفال في المدرسة.
في خريف 1951، اجتمعت لجنة مكوّنة من إرنست وميسز بينر، وميسز بروس توماس، وميسز تشارلي لينك، وميسز أوسكار كيتلز وابنتهن ماكسين، وإليزابيث كنيل، للتخطيط لموسم المحاضرات القادم. عادت فيرا د. إيزنهارت للعمل في الحضانة. ومن بين أعضاء الهيئة التدريسية ميسز باغلي، وزوجها ستانلي.
أُقيمت جلسة شتوية من 23 إلى 25 ديسمبر عن دراسة فعالة للكتابات البهائية، وأخرى من 28 ديسمبر إلى 1 يناير تناولت ثلاثة مواضيع: التاريخ المبكر، والتاريخ القادم، والعيش في الحاضر. وكانت غريثن ويسترفلت ضيفة لدى أوسكار وميسز كيتلز.

#### إيغلستون
في ربيع عام 1951، التحقت لوهلين إيغلستون بـجامعة ميشيغان الغربية (WMU)، حيث عملت في صحيفة Herald التابعة للحرم الجامعي. وقد كُتب عن لو إيغلستون في الصحف المحلية في أواخر عام 1951، ومرة أخرى في مارس 1952. تُوفيت لو في العام التالي. وفي 11 سبتمبر 1953، أُرسلت برقية عند تلقي نبأ وفاة إيغلستون. ومع ذلك، ذُكر أن المزرعة كانت تبيع أكياس طحين القمح بوزن 5 أرطال في عام 1953، وفي عام 1958. تخرجت لوهلين إيغلستون عام 1953 من جامعة ميشيغان الغربية بدرجة البكالوريوس في تعليم الأعمال، وكانت المؤرخة المُسجلة لفرع بيتو أيودا من جمعية الشرف كابا دلتا باي وعضوة في جمعية المعلمين المستقبليين في أمريكا.

#### 1952
بدأ صيف عام 1952 بجلسة للشباب الصغير. كان من بين أعضاء الهيئة التدريسية كل من دبليو. كينيث كريستيان من جامعة ولاية ميشيغان، وهارلان والسيدة أوبر، وإليزابيث كيدر، وهوراس هولي، بينما جاء الحاضرون من بورت هيورون، ميشيغان، ومن بيوريا، إلينوي: ريتشارد والسيدة رايت، آن لاينر وابنها مايكل، سالي كينسنجر، بيرل إيستربروك، زوي ماير، إستير ويلسون، جون ميلر وإيموجين تالبوت. شملت الهيئة التدريسية لاحقًا في الصيف روث موفيت، وآرتشي تيتشنور، وبيرل إيستربروك، وويليام راندولف لايسي، وهيلين إيغلستون، وإلسورث بلاكويل، وإيتا كاتلين في أواخر يوليو، وتبعهم روث موفيت، وهيلين إيغلستون، وبيغي ترو، ولورنس هاوتز على التوالي خلال أغسطس. وقد نُشرت صورة للحاضرين في إحدى الجلسات في عدد أكتوبر من مجلة أخبار البهائيين، كما نُشرت مجموعة شرائح ملوّنة مع نص بعنوان "قصة لوهلن" في ديسمبر.

#### 1953
في يناير 1953، كان ريتشارد غينز رئيس لجنة لوهيلن.
أُعلن عن البرنامج الصيفي المؤقت لعام 1953 في مارس. وتضمّنت الجلسات المقررة مواضيع عن تاريخ البهائية، والفنون والحرف، والدين المقارن، وكتاب منتخبات من آثار حضرة بهاء الله، وتقدير بهائي للجغرافيا، والعلاقات الأسرية، والأمم المتحدة، والإسلام، والتطوّع. وكان من المقرر أن يقدم ماثيو بولوك برنامجًا بعنوان "أفريقيا الجديدة". وقد شملت الدعاية للجلسات إعلانات في جريدة ذا شيكاغو ديفندر.
مرّ إعصار فلينت-بيشر 1953 عبر المنطقة في يونيو على بعد أميال قليلة شمالًا. وعلى الرغم من الأضرار التي لحقت بالمنطقة، افتتحت المدرسة. وقد زار أيادي أمر الله طراز الله سماندري وشعاع الله علائي جلسة الشباب الأصغر سنًا.
ألقى ريتشارد نولن محاضرة بمناسبة الذكرى المئوية لعام 1953 (1853)، وأشارت التغطية إلى أنه كان رئيس الهيئة المحلية ونائب رئيس لجنة لوهيلن. وكان من بين الحاضرين مشاركون من هامبورغ، نيويورك، وكان من ضمن الهيئة التعليمية كل من لورانس هاوتز، وأستاذ جامعة ولاية ميشيغان بينيت، الذين قدّموا محاضرة حول الأمم المتحدة، وذُكر ذلك في صحيفة طلاب جامعة وين ستيت وصحف أخرى. كما قدّم كل من روبرت وولف، ومارغريت روه، وفلورنس ريب دروسًا، في حين حضرت ماري جورجيا من بينغهامتون، نيويورك.
وشملت الجلسات اللاحقة مواضيع عن الإسلام قدّمتها إليزابيث تشيني، وعن إيران قدّمها جون فايلي.
نُشرت تفاصيل الجلسة الشتوية في ديسمبر، وكان موضوعها "الحملة العالمية"، وتولت ريبيكا ويدمان مهام المسجّلة. وقدّمت السيدة دادلي بليكلي دروسًا خلال هذه الجلسة.

#### 1954
كانت السيدة مارفن نوخمان من جامعة ولاية واين من بين أوائل أعضاء الهيئة التدريسية المُعلن عنهم لموسم 1954، وأُعلن عن لجنة البرنامج التي ضمت لورا بوست، هيلين إيجلستون، ليستر لونغ، وويليام لايسي.
كانت أولوية موسم 1954 المعلنة هي الحملة العالمية التي استمرت عشر سنوات، مع برنامج مخصص للأطفال يشمل التعاليم الدينية، والفنون والحِرَف، والأنشطة الترفيهية، حتى يتمكن الآباء من حضور الجلسات. كما تم إعداد تقديم يومي للدين للمتحدثين، واستمر البرنامج من 5 يوليو إلى 3 سبتمبر. شاركت أونا كوب الأحداث عند عودتها إلى أوهايو، في حين ذكرت تغطية محلية في بورت هورون أن لورنس هاوتز قدّم عرضًا شرائح ملونة. كما ألقى كوينتن فاراند من لانسنغ كلمة. كما حضرت إحدى البهائيات من مارينغو، إلينوي. وقد تم تأسيس اجتماعات أسبوعية بحلول منتصف أغسطس، وقدمت لويس نوخمان محاضرة. كما حضر مجموعة أكبر من البهائيين من هامبورغ، نيويورك، منهم: جيمس ب. وزوجته ماكلوسكي، وأبناء يوجين وزوجته ثورب - كيث وديفيد - وهاري وزوجته برينغل وابنتهما بوني، ونعمات برهاني، وماريون جوزيف، وهبارجان هايري، وجورج بينغ، وجون هولبي. مثل إلسورث بلاكويل كلاً من الجمعية الوطنية للنهوض بالملونين (NAACP) والدين البهائي في إحدى العروض. في صيف عام 1954، زارت مارجري ماكورميك، العضوة الجديدة في مجلس المساعدين، مناطق في ميشيغان وغيرها من الولايات، برفقة ويليام ديفورج.
وقد اجتذب أول مؤتمر بهائي على مستوى الولاية يُعقد في لوهلن 160 مشاركًا في أوائل ديسمبر. أما الجلسة الشتوية التالية فكانت مخصصة لمراجعة الحملة، ومفهوم الولاية، وكتاب بعض الأسئلة المجاب عنها. وضم الطاقم التدريسي كلاً من إديث ماكلارين، وبيرت راكوفسكي، ومارجوري ماكورميك.

#### 1955
نُشر برنامج موسم صيف 1955 في مايو. وبدأ بمؤتمر تعليمي لمنطقة الولايات المركزية من 2 إلى 4 يوليو، تلاه برنامج للشباب من 5 إلى 15 يوليو، ثم معهد لتعليم الأطفال من 16 إلى 17 يوليو. وتضمن البرنامج جلسة عامة للعائلات من 18 إلى 29 يوليو، تلتها جلسة ليومين عن الإسلام، ثم جلسة عائلية ثانية من 1 إلى 5 أغسطس، وجلسة ليومين عن إسرائيل. بعد ذلك تواصل البرنامج بجلسة عائلية ثالثة، وعطلة نهاية أسبوع مخصصة للتخطيط للهجرة التبليغية، ثم جلسة عامة رابعة، وعطلة نهاية أسبوع حول العلاقات العامة، وجلسة للشباب الأكبر من 22 أغسطس حتى 2 سبتمبر، واختُتم البرنامج بجلسة ختامية من 3 إلى 5 سبتمبر. وقد تضمنت الجلسات العائلية برامج مخصصة للأطفال. ترأست لجنة البرنامج فيوليت وورفل، وضمت اللجنة العامة كلًا من روبرت غاينز، ودوروثي هوفمان، وهيلين ماكلوسكي، وكاثرين ميلز، ولويس نوخمان، وجو زابيليسكي.
وفي شتاء ذلك العام، حضرت غريس فون دير هايدت من ولاية كارولاينا الجنوبية. وفي مطلع عام 1955، انضمت لوهيلن إغليستون، ابنة لو وهيلين، إلى اللجنة. ونشرت أخبار البهائيين في عدد فبراير دعوة لمدرسين ودورات جديدة. وفي نفس العام، انضم دمبسي وأدريان مورغان إلى الدين البهائي أثناء حضورهما جلسة في المدرسة.
وفي ربيع العام، استضافت لوهيلن جلسة حوار متعددة الأديان ضمت طلابًا من جامعة وين ستايت من خلفيات إسلامية وهندوسية وبوذية، وقدمت جين فايللي عرضًا عن البهائيين.
حضر بهائيون من بورت هورون بولاية ميشيغان، ومن ماتون بولاية إلينوي. وكان من بين المدرسين جوزيف زابيليسكي، وروث موفيت، وهميلتون نيس. حضر أكثر من 200 شخص من مختلف المناطق خلال الصيف، وأُرسلت أسماؤهم إلى المحافل المحلية لتعزيز الأنشطة في مجتمعاتهم. كما حضر عضو مجلس المعاونين ويليام ديفورج. وذكرت لين ماركوفيتش براينت أنها حضرت إحدى الجلسات عام 1956 أيضًا. وقد أدى حماس مؤتمر الشباب إلى عقد مؤتمر آخر في نوفمبر. أُعلن عن جلسة شتاء 1955–1956، وتضمنت محاضرة ألقاها سام كلارك من مجلس إدارة لوهيلن.

#### 1956
في 1 يناير، تم تغيير اسم المدرسة إلى "مدرسة دافيسون البهائية". عُقدت الجلسة الصيفية الخامسة والعشرون للمدرسة في عام 1956، وتم نشر ملخص للبرنامج في مارس. تم تخصيص ميزانية إضافية للمدرسة من أجل إصلاحات في أواخر أبريل، وربما كان ذلك مرتبطًا بالعواصف العنيفة التي ضربت شرق الولاية في أوائل أبريل، وبشكل خاص في الجانب الشرقي من الولاية.
في ذلك العام، أصبحت الجلسات العائلية هي الوضع الطبيعي بدلاً من الجلسات المنفصلة للشباب. عُقدت الجلسة العامة الأولى من 1 إلى 14 يوليو، وغطت مواضيع حول أبطال الدين البهائي والمؤسسات المحلية. الجلسة الثانية كانت من 15 إلى 21 يوليو وتناولت كتاب الإيقان، وشوقي أفندي كولي الأمر، وأسس إعداد المحاضرات. الجلسة الثالثة عقدت من 22 إلى 28 يوليو وشملت قصصًا عن حياة عبد البهاء. أما الجلسة الرابعة فكانت حول الرؤية البهائية للوحي التدريجي وعلاقة الإنسان بالله. الجلسة الخامسة، التي عقدت في منتصف أغسطس (من 12 إلى 18)، تضمنت أمسيات تعارف (فايرسايد) حول كتابات الشخصيات المركزية في الدين. الجلسة السادسة تناولت موضوع الوحي التدريجي، والعهد البهائي، بالإضافة إلى فرقة كورال، وانتهت بجلسة ختامية من 1 إلى 3 سبتمبر. وقد تم التأكيد على موضوع العهد البهائي في تقرير آخر. شارك هارلن أوبر في فعالية أسبوع الذكرى السنوية من 29 يوليو إلى 1 أغسطس، إلى جانب ستانوود كوب. وكان هاميلتون نيس ضمن الهيئة التعليمية أيضًا. حضر المشاركون من ولايات مختلفة بما في ذلك آيوا، ونيويورك.
كما تم عقد الجلسة الشتوية لذلك العام، وتضمنت أربعة مقررات دراسية.

#### 1957
تكوّنت لجنة برنامج عام 1957 من ديفيد بارال، ستانلي بروغان، سام كلارك، فيليس هول، هاميلتون نيس، لويس نوخمان، رالف بيوتر الابن، جين رو، دونالد ت. ستريتس، وفايوليت ويرفيل. تم انتخاب نوخمان سكرتيرة للجنة. من بين الأحداث الإضافية البارزة لهذا العام كان تنظيم أول "أسبوع الأخوّة وتاريخ الزنوج" برعاية البهائيين في بورت هيورون، حيث شاركت هيلين إيغلستون ممثلةً عن البهائيين في لجنة حوار ضمت طلابًا من جامعة ميشيغان من المسلمين والبوذيين، إلى جانب كاثوليك وبروتستانت وأعضاء من كنيسة يسوع المسيح لقديسي الأيام الأخيرة ويهود. وقد ألقت السيدة ديمبسي مورغان، التي اعتنقت الدين البهائي في لوهيلن عام 1955، محاضرة بعنوان "تاريخ العرق الزنجي".
شملت الجلسات الصيفية في ذلك العام برامج للأطفال، وجلسات للعائلات بالكامل، والشباب الأصغر سنًا، والشباب الأكبر، وكانت التكلفة تتراوح بين 3 إلى 4 دولارات يوميًا لكل شخص. وكانت جودي لونغ هي المسؤولة عن التسجيل، ومن بين أعضاء الهيئة التعليمية كانت مود أ. توليفسون.
شارك بهائيون من مقاطعة واشتنُو ضمن الحضور في المؤتمر الولائي الذي عُقد في أوائل ديسمبر، وتبع ذلك عقد الجلسة الشتوية بمشاركة عدد من الحضور من مدينة بورت هيورون.

#### 1958
تكوّنت لجنة المدرسة لعام 1958 من ستانلي بروغان رئيسًا، ولويس نوخمان سكرتيرة، وأعضاء اللجنة: والاس بالدوين، وإليزابيث بروغان، وفيليس هول، وليستر لونغ، ومابل لونغ، وبيتي ويستون، وفايوليت وورترل.
عُقدت ست جلسات خلال العام. من بين أعضاء الهيئة التعليمية في الجلسات الأولى كان إلسورث بلاكويل، وروب جاكوبس، وكان من بين الحضور مشاركون من مدينة بورت هيورون. وفي الجلسات اللاحقة شاركت السيدة ليو ويستون، والقس السابق أ. س. بيتشولد، ووينستون إيفانز. تم تسجيل أكثر من 325 شخصًا للدورات الصيفية، والتي كانت تُدار من قبل إلفا والسيدة غرين، وكان مدير البرنامج إيتا كاتلين.
شملت الهيئة التعليمية للجلسات اللاحقة كلًا من: لويس نوخمان، ومارجوري براون، وإيديث ماكلارين، ومايكل جميل، وجون ومادلين بايرز، وروبرت وإلينور وولف، وكانت إستير ويلسون مسؤولة عن الإشراف الموسيقي. تضمنت المواضيع المطروحة مشكلات تواجه الثقافة المسيحية، كما احتوت جلسات الشباب على أنشطة تركز على التفاعل الاجتماعي مع أشخاص من أعراق مختلفة. من بين المتحدثين في المحاضرات العامة: إلسورث بلاكويل، وبيرل إيستربروك، وروبرت جاينز، وأ. س. بيتزولد، وروث موفيت، وبولا موت ستيوارت، ورون جاكوبس، وبيتي ويستون، ووينستون إيفانز. كما كانت روث موفيت أيضًا من بين الحاضرين.
وكما في العام السابق، حضر بهائيون من بورت هيورون مؤتمر الولاية الشتوي. وقد تلت ذلك جلسة شتوية كان منسق التسجيل فيها أليس لوثر، وبلغت تكلفة المشاركة 4 دولارات في اليوم. وركّز البرنامج على مواضيع مسيحية. كما شارك أحد الحضور من ولاية إلينوي.

#### 1959
في عام 1959، ألقت الطالبة في المرحلة الثانوية باولا أكمان محاضرة في ولاية إنديانا، وأشارت الصحيفة إلى أنها كانت قد التحقت بمدرسة لوهيلن لمدة خمس سنوات. واستمر نشاط المدرسة، حيث عاد بيل سيرز، الذي كان قد حضر لأول مرة في عام 1937 وآخر مرة في عام 1947، وقد عاد إلى أمريكا وكان حينها من أيدي أمر الله. كما حضرت السيدة دبليو. دبليو. روبنسون أيضًا.
شارك بهائيون من مدينة بورت هيورون في مؤتمر الولاية الذي عُقد في ديسمبر في لوهيلن.

### الستينيات
في أوائل الستينيات، لم تحظَ جلسات المدرسة بتغطية كبيرة نسبيًا. وقد عُقدت جلسات في عام 1960، وشارك في الهيئة التدريسية خلال الصيف جورج ويندر، وكورتس كلسي، ولودميلا فان سومبيك، وروث ويليامز، والسيدة جون هونولد ‏. وقد بدأت الجلسة المتأخرة في أواخر شهر أغسطس.
في جلسة عام 1961، كان من بين أعضاء الهيئة التدريسية جورج والسيدة ويندر، كما حُظرت جلسة مؤتمر الولاية من قبل بهائيين من بورت هيورون.
في عام 1962، كانت السيدة ويليامز من بين أعضاء الهيئة التدريسية، وذكرت التغطية الإعلامية أنها كانت لديها خبرة من فروغمور، ساوث كارولاينا. تراوحت رسوم الدورة الصيفية لعام 1962 من 2.25 إلى 4.75 دولار. وامتدت الجلسة لمدة شهر، وشملت تجمعًا حول وحدة الأجناس، حيث قدم المشاركون تقارير عن المشكلات العرقية، ومن بينهم دونالد ستريتس، وريّاض خادم، وريتشارد ريد، ورِيا أكرمان، بينما قدّم إدي بلو فقرة موسيقية. واجتمع 250 بهائيًا في الثاني من سبتمبر للاستماع إلى ألان وارد يستعرض رحلة عبد البهاء إلى أمريكا.
في خريف ذلك العام، أُطلقت حملة إعلانية في ديترويت تروّج لدعوة حضرة بهاء الله، بالتزامن مع اجتماعات نظّمها ونستون إيفانز، وكان عنوان التواصل في جميع الإعلانات هو مدرسة لوهيلن. واستمرت الإعلانات حتى أواخر الخريف.
في عام 1963، كان بول بيتيت ضمن لجنة مدرسة لوهيلن، وألقى كيث ثورب خطابًا، وقد درّس في مدرستي دافيسون (لوهيلن) وغايسرفيل. كما حضر مدرسة لوهيلن البهائية، ودرّس فيها كل من جورج وجين مكلوفلين. وكان جيرالد كوروين مديرًا لمدرسة لوهيلن.
في يناير 1963، تزوجت لوهيلن إيغليستون من تشارلز حسن في ديترويت، ميشيغان. وكانت لا تزال على قيد الحياة حتى عام 2009، وقد حصلت على درجة الماجستير في التاريخ العام عام 1988 من جامعة سان دييغو. وتوفي شقيقها لويس دبليو. "باز" إيغليستون الابن في عام 2002 في غرينفيل، ساوث كارولاينا.

#### 1964
في عام 1964، تم تطوير مشروع بين البهائيين لدعم وحدة الأعراق - في نفس الفترة التي شهدت حملة صيف الحرية - مع وجود روابط بين مدرسة لوهلين والمجتمع البهائي المتنامي في غرينفيل، كارولاينا الجنوبية. وكان المجتمع المدني هناك يعمل على دمج المدارس في ذلك الخريف. وقد أُشير إلى إقامة جلسات تدريبية لهذا المشروع في عدد أغسطس من أخبار البهائيين في لوهلين. حضر نحو 80 شابًا التدريب في منتصف يونيو. وتضمنت هيئة التدريس: دان وزوجته جوردان، جاك ماكانتس، فيروز كاظم زاده، سارة بيريرا، بيتيجا ووكر، دوغلاس مارتن، جيميسون بوند، جورج ف. هتشون، ريتشارد توماس، ألبرت بورتر، إيرفين لوري، غلينفورد ميتشل، أليس إيرل، تشارلز أبيركرومبي، روث بيرين، كين جيفرز، ريتشارد غريلي، وتوم هوبر، بالإضافة إلى هيئة تدريس شابة تضم روبرت ووكر، دوغلاس روه، وروجر ويليامز، تحت إدارة إيمانويل رايمر وفيرجل غانت، وإدارة ديفيد وزوجته روه. وبعد الدروس في مواضيع متنوعة، توجه 27 فردًا إلى 8 مواقع: غرينفيل (كارولاينا الجنوبية)، أتلانتا (جورجيا)، وعدة مواقع في مينيسوتا، نيومكسيكو، أريزونا، ميشيغان، وواشنطن العاصمة. ذهب ستة من الشباب إلى غرينفيل برعاية المحفل المحلي لبرنامج استمر ستة أسابيع. وهم كارل بوردن، إدسون هوكينبري، ماريان بارميلي، دوغلاس روه، باتسي سيمز، وانضم إليهم ريتشارد توماس، والشباب المحليون إيدي دونالد، كيرتس باتلر، عائلة أبيركرومبي، وويليام سميث (الذي تعاون معه ريتشارد توماس لاحقًا)،:2m38s وستيفن مور. عملوا على تقديم دروس تقوية لنحو 55 طالبًا من السود كانوا على وشك الالتحاق بمدارس مدمجة حديثًا، وعلى نشر الدين في المناطق الريفية، والمشاركة في أنشطة حقوق الإنسان التي ركزت على الأقلية السوداء. وقد اختُتمت هذه الأنشطة بحفل استقبال عشاء للآباء والمعلمين في كنيسة، ونزهة للطلاب نظّمها المعلمون البهائيون. كما أُقيمت "نيران روحية" في العديد من المناطق الريفية المحيطة بغرينفيل، تضمنت الغناء، ودعم الفريق البهائي جهود تقديم عريضة لدمج حوض السباحة العام.

#### 1965
ظهرت بعض المقالات والصور في الصحف المحلية عن لوهلين في أغسطس 1965. سافر كل من ثيلما كولي، وليندا دريك، وغلين مورغان، وسوزان ماكمان، وغريغوري دال، وريتشارد كوشمان إلى إنديانابوليس لتنفيذ مشروع يهدف إلى الترويج للدين انطلاقًا من لوهلين. وقد ركّزوا على منطقة هوغفيل، وهي منطقة ذات دخل منخفض تقطنها غالبية من السود، بالإضافة إلى منطقتين أخريين من ذوي الدخل المتوسط تضم سكانًا من البيض والمجتمعات المختلطة. زار الفريق حوالي 550 منزلًا، وتم إجراء 150 اتصالًا، أبدى 35 شخصًا اهتمامًا جادًا، وشرع 10 منهم في دراسة معمقة للدين، وانضم سبعة منهم إلى الدين البهائي. ومدّدت سوزان ماكمان إقامتها في المنطقة. لاحقًا، قام فريق آخر يضم كارولين، وليندا وسوزان دريك، وتيرينس وشيلا أمريسون، بتنظيم اجتماع عام ونقاشات جماعية في مدينة راسين بولاية ويسكونسن، بعد إقامتهم في لوهلين.

#### 1967
نُشرت صورة جماعية كبيرة للشباب المشاركين في مؤتمرهم الذي عُقد في أواخر مارس 1967 في مجلة أخبار البهائيين. حضر الجلسة أكثر من 100 شاب وشابة. وتلقت الجلسة رسائل من بيت العدل الأعظم، وأيادي أمر الله، والمحفل الروحاني الوطني للبهائيين في الولايات المتحدة. وكان الموضوع الرئيسي للجلسة يتمحور حول رسالة بيت العدل الأعظم الصادرة في يونيو 1966، والتي تناولت مراجعة لحياة عدد من شباب البهائيين البارزين من فترات سابقة في تاريخ البهائية، بالإضافة إلى التاريخ المعاصر، والعمليات التي تراها البهائية من البناء والهدم التي تحدث في العالم، والطبيعة الروحية للإنسان، والتفاني في الحياة، والاختبارات المتوقعة كما وردت في كتاب النظام العالمي لحضرة بهاء الله بقلم شوقي أفندي، وكذلك الاختلاف والعلاقة بين وجهة النظر البهائية حول الوحي والمعرفة. وشارك في المساعدة أعضاء معاونون وهم: فيلما شيريل، ودون ستريتس، وهاملتون نيس، وبيتر خان.

## تطورات حديثة
تضمن برنامج الذكرى الأربعين لصيف عام 1972 زيارة من يد أمر الله علي أكبر فروتن. أما عطلة نهاية الأسبوع للقاء الأحبة، فقد شارك فيها كل من جورج فراي وكاي هاريس بتجاربهم في الجنوب (انظر على سبيل المثال البهائية في كارولاينا الجنوبية)، ثم توسع البرنامج ليشمل المناطق المحيطة بما فيها منطقة فاسار.
أُغلقت المدرسة من قبل المحفل الروحاني الوطني في عام 1974 بسبب ظروف غير آمنة في المبنى (أو المباني).
توفيت هيلين إيغليستون في عام 1979.

## إعادة الإعمار
في أواخر السبعينيات، شهدت مدرسة لوهلين تغييرات كبيرة، حيث تم إزالة المباني القديمة وبناء مبانٍ جديدة.
وافق المحفل الروحاني الوطني للبهائيين في اجتماعه في مايو 1980 على مفاهيم الترميم، وبدأ في جمع التبرعات. وبدأت أعمال الحفر في 1 سبتمبر 1980، على أمل إعادة الافتتاح في عام 1981 بمناسبة الذكرى الخمسين لتأسيس المدرسة. كان من المقرر تحويل المكتبة إلى أرشيف، وتحويل القاعة السابقة إلى مبنى للتخزين، وإعادة المباني الرئيسية الأصلية إلى شكلها في ثلاثينيات القرن العشرين. كما تقرر هدم مبنى السكن (Pullman) وأربعة أكواخ. وشملت المباني الجديدة مركزًا للإقامة مع مطبخ وصالة ودار كتب ومكاتب إدارية، بالإضافة إلى مبنى جديد للفصول الدراسية يحتوي على خمس قاعات لها ساحات خارجية، وغرفة للفنون والحرف، وحضانة. وكان من المخطط توفير أماكن إقامة بـ 24 جناحًا تتسع لنحو 130 شخصًا.
في عام 1981، تمت الموافقة على خطط إعادة الإعمار. وتم جمع التبرعات من خلال سندات تعهد أصدرتها الخزينة الوطنية البهائية خلال العام السابق. وأُقيم احتفال بالذكرى الخمسين للمدرسة، وتحدثت فيه ماغدالين كارني، وكان من بين الحاضرين من لانسينغ: ليزا آيرش، وستيفن غونزاليس، وأساتذة جامعة ولاية ميشيغان ريتشارد وجون توماس، وروبرت وكانديس فويت، وإريك هارمسن. كما حضر آخرون من مدينة بورت هورون. وفي عام 1982، كانت أعمال البناء النهائية جارية. وتم استخدام تجربة لوهلين في مشروع ترميم معبد البهائيين عام 1984 بواسطة فريدريك ماكوي.
حضر حوالي 1000 بهائي حفل إعادة افتتاح مدرسة لوهلين المُجددة في أكتوبر 1982، وكان من بين الحضور يد أمر الله ذكرى الله خادم، وأعضاء من المحفل الروحاني الوطني ولجان مختلفة. أُقيم حفل عشاء حضره نحو 480 بهائيًا من بينهم من عرفوا المؤسسين. كان مدير الإدارة الجديد هو ويليام دايل، ومدير الشؤون الأكاديمية هو جيفري دبليو. ماركس. خُصص أحد الأيام لمراجعة المدرسة، وقدمت فيه عدة عروض منها: "لو وهيلين إيغليستون والسنوات الأولى من مدرسة لوهلين " قدمها روبرت غاينز، و"تطور خطط إعادة إعمار لوهلين " بواسطة لجنة المشروع، و"مشروع الإعمار" بواسطة سيروس بينائي، المدير العام، و"لوهلين كمركز للتعلم البهائي" قدمها ماركس ودايل. بلغت تكلفة مشروع الترميم 1.9 مليون دولار وبدأ في 6 سبتمبر 1981. كانت الحرم قد أُغلق في عام 1974 بسبب تدهور المباني، وبعد برنامج لجمع التبرعات لمدة عامين تحت "وقف فايزي" الذي أُنشئ تخليدًا لذكرى يد أمر الله أبو القاسم فايزي، بدأ المشروع.
أُعيد تشكيل المدرسة لتصبح مركزًا للمؤتمرات والتأمل، وكان ويليام دايل مديرها، وقد تم تخصيص وظيفة دراسية فيها - كلية إقامة بالتعاون مع جامعات قريبة مثل جامعة ميشيغان في فلينت أو الكلية المجتمعية المحلية، وكان دايل آنذاك يحتفظ بوظيفة تدريس في جامعة ميشيغان بفرع فلينت. :-42:20
كان أول حدث في المدرسة هو مؤتمر شبابي، وهو المؤتمر الإقليمي للغرب الأوسط لجمعية الدراسات البهائية، في نوفمبر 1982. وقد لاحظت صحيفة "دافيسون إندكس" أعمال البناء أيضًا: "أعمال البناء الجديدة وترميم المباني القديمة أوشكت على الانتهاء في مدرسة لوهلين البهائية على طريق ساوث ستايت في بلدة دافيسون. المدرسة الجديدة من المتوقع أن تستقبل نحو 7000 من أتباع البهائية في المنطقة لحضور مؤتمرات ودورات وتأملات."
في عام 1983، افتتح المحفل الروحاني الوطني المباني التي تشكل اليوم مدرسة لوهلين . وشمل ذلك ترميم مقر الإقامة الأصلي ليأخذ شكله من ثلاثينيات القرن العشرين. حضر حفل إعادة الافتتاح اثنان من أعضاء اللجنة الوطنية للشباب وأوائل الحضور في المدرسة، وهما فلورنس ماتون زميسكال، وسيلفيا باين بارميلي.

### الثمانينيات والتسعينيات
شاركت مدرسة لوهلين في تنظيم "معهد الزواج" في أغسطس 1983، بقيادة حسين دانش، أستاذ في جامعة أوتاوا وعضو اللجنة التنفيذية لجمعية الدراسات البهائية، بمساعدة الأستاذ غلين آيفورد من جامعة ألبرتا والمعالجتين روث آيفورد وماري كاي رادبور، والطبيب النفسي سام ماكليلان. حضر المعهد نحو 30 زوجًا، و5 أفراد غير متزوجين، و35 طفلًا، من بينهم 45 كنديًا، مما أدى إلى امتلاء الحرم بالكامل. وتمت جدولة دراسات متابعة للأزواج بعد 6 أشهر وعام.
في عام 1984، استضافت لوهلين مؤتمرًا للشباب، تلاه مؤتمر دعت إليه الهيئة الوطنية في مايو، جمع أعضاء من المستشارين القاريين وهم: فرزام أرباب، وسارة مارتن بيريرا، وفريد شيكتر، وفيلما شيريل، ضمن حملة العمل الموحد. وتم في صيف عام 1984 إطلاق مشروع تنمية اجتماعية واقتصادية تحت مسمى "مركز التفاهم بين الأعراق"، أنشأه بعض البهائيين في ميشيغان ممن لديهم خبرة في العلاقات العرقية والتعليم والأعمال.
أُطلق برنامج "الكلية السكنية" في سبتمبر 1985 في لوهلين كجزء من رؤيتها. وأُعلن في مارس 1986 أنه بدأ استقبال طلبات الالتحاق لدورة سبتمبر، حيث يجمع البرنامج بين دراسة الدين رسميًا والحصول على شهادة جامعية من إحدى الكليات القريبة. كان الطلاب يعيشون ويعملون في المدرسة، ويتلقون تدريبًا ويذهبون إلى إحدى هذه الكليات.
في عام 1985، عُقد ندوة في لوهلين تحت عنوان "نحن العالم" (بالإنجليزية: We Are the World) نسبةً للأغنية الشهيرة. كما استضافت المدرسة مؤتمرًا حول "النسوية والعذراء المقدسة". كما ألقى هوبر دنبار خطابًا في المدرسة في عام 1985.
كان جيفري ماركس مدير الشؤون الأكاديمية، وقدّم عرضًا في كلية وادي ساجيناو في 6 فبراير 1986.
حضرت مارثا ديفنباخ معهدًا لتعليم الأطفال في لوهلين وكانت منسقة مشاركة لبرنامج تعليم البهائيين في جنوب لويزيانا المعروف باسم LEAP في عام 1987.
في عام 1988، قدمت فرقة مسرح لوهلين مسرحية عن "الطاهرة".
ولمدة 5 سنوات قبل عام 1991، كانت الثقافة الأمريكية الأصلية والأجداد جزءًا من أنشطة مركز مؤتمرات لوهلين الشتوي.
في أبريل 1991 ألقى كريستوفر باك محاضرة.
ذكر التقرير السنوي لعام 1990 التعاون مع لجنة جمعية الدراسات البهائية في الغرب الأوسط وقسم اللغة الإنجليزية بجامعة ميشيغان لتكريم الشاعر روبرت هايدن.
كما أشار التقرير إلى استضافة 11 مجموعة مجتمعية محلية، منها صف الأنثروبولوجيا الثقافية الأسبوعي من جامعة ميشيغان في فلينت، واجتماعات منتظمة لجمعية أطفال البالغين من المدمنين، وبرامج التوعية الثقافية المتعددة لبنك محلي، ومساهمات في برامج محو الأمية ومجتمع البهائيين من كارولاينا الجنوبية.
في عام 1992، ألقى ريك جونسون من لوهلين محاضرات في مركز البهائيين في ديترويت.
عام 1993، كيت درايفز...
عام 1994، أُقيم مهرجان الرضوان في لوهلين ، وعُرضت مقاطع فيديو على التلفاز. كما قامت الطفلة كايتلين روجيل (8 سنوات) بتعليق لافتة ضد العنصرية، وشاركت دوروثي غيميل كذلك.
في صيف عام 1994، أُقيم برنامج بعنوان "مصير أمريكا".
في مارس 1995، أقام ديل مالنر معرضًا في المدرسة.
خلال التسعينيات، درست هيذر كاردن إمكانية تطبيق تطوير المناهج المستخدم في لوهلين في كلية فورت هايز ستيت.
عام 1996، حصل بيتر مورفي على جائزة من لوهلين .
عام 1997، أُقيم حفل زفاف بهائي في المدرسة بين داون فنسنت وتشاد دوماس، وأدار الحفل المديرون باربرا وريك جونسون. كما قدّمت جاين بيزلي وكيت فانس ورشًا لتعليم الآباء بعد عودتهما من مدرسة لوهلين .
في أكتوبر 1998، قدّم روبرت ستوكمان محاضرة.
ما بين 2000 و2001، أُقيمت مؤتمرات في المدرسة ضمت البهائيين الأمريكيين.
في عام 2001، حصل توم بادفيلد على رتبة الكشاف النسر، وشارك في ورش بهائية وكان مشرفًا في معسكر ومدرسة لوهلين .

## روابط خارجية
- مدرسة لوهلين البهائية – الموقع الرسمي
- الوصول إلى فهرس مكتبة لوهلين عبر الإنترنت.